# Anurag Kasyap
Anurag Singh Kasyap (in hindī अनुराग सिंह कश्यप, Anurāg Siṅgh Kaśyap; Gorakhpur, 10 settembre 1972) è un regista, sceneggiatore, produttore cinematografico e attore indiano.

## Biografia
Nel 2016 è stato presente nella sezione Festa Mobile del 34° Torino Film Festival con il film Raman Raghav 2.0.

## Filmografia

### Regista
- Paanch (2003)
- Black Friday (2004)
- No Smoking...! (No Smoking) (2007)
- Return of Hanuman (2007)
- Dev.D (2009)
- Gulaal (2009)
- That Girl in Yellow Boots (2010)
- Mumbai Cutting (2011)
- Gangs of Wasseypur (2012)
- Bombay Talkies (2013)
- Ugly (2013)
- Bombay Velvet (2015)
- Raman Raghav 2.0 (2016)
- Mukkabaaz (2018)
- Lust Stories (2018)
- Sacred Games (2018)
- Manmarziyaan (2018)
- Ghost Stories (2020)
- Choked: Money Talks (Choked: Paisa Bolta Hai) (2020)